# 髮帶光鰓魚
髮帶光鰓魚（學名：Chromis anadema），又稱高身光鰓雀鯛，是輻鰭魚綱鱸形目雀鯛科光鰓魚屬的其中一種，分布於太平洋琉球群島、馬里亞納群島、馬克薩斯群島、社會群島、皮特凱恩群島、甘比爾群島海域，深度3至45公尺，本魚體呈橢圓形而側扁，幼魚體藍色，各鰭亮黃色，成魚背鰭遠端有一半軟射線透明，尾鰭基部上下有三角形黑色斑點；成魚有尾柄和鰭藍黑色，背鰭硬棘13枚、背鰭軟條10-11枚、臀鰭硬棘2枚、臀鰭軟條10-12枚，體長可達11.6公分，棲息在珊瑚礁區，以浮游生物為食，繁殖期時成對出現，雄魚會守護卵直到孵化，生活習性不明，可作為觀賞魚。